# Martella amapa
Espèce
Martella amapa est une espèce d'araignées aranéomorphes de la famille des Salticidae.

## Distribution
Cette espèce est endémique d'Amapá au Brésil,. Elle se rencontre dans la serra do Navio.

## Description
La femelle holotype mesure 5,00 mm.

## Étymologie
Son nom d'espèce lui a été donné en référence au lieu de sa découverte, l'Amapá.

## Publication originale
- Galiano, 1996 : Formiciform Salticidae (Araneae). Two new combinations and four new species of the genera Martella and Sarinda. Miscellània Zoológica, vol. 19, p. 105-115 (texte intégral).